# Радомирово евангелие
Радомировото евангелие e среднобългарски книжовен паметник от средата на XIII век.
Написан е на кирилица и съдържа 182 пергаментови листа. Представлява пълен апракос (изборно богослужебно евангелие). Спада към ръкописите, написани в северната част на Македония. Лист 169а съдържа бележка от преписвача: „Помени мя, Христе. Аз грешни Радомир писах. Велика ми бе тъга на срдци.“ Този Радомир и едноименният преписвач на Радомировия псалтир явно не са едно и също лице, понеже почерците им значително се различават помежду си.
Ръкописът се пази в библиотеката на Хърватската академия на науките и изкуствата (ХАЗУ), Загреб под сигнатура III.b.24, сбирка на Миханович.

## Издания
- Угринова-Скаловска, Р., Рибарова, З. Радомирово евангелие. Скопje, 1988.